# Lorenzo Insigne
Lorenzo Insigne (4. červen 1991 Neapol, Itálie) je italský profesionální fotbalista, který hraje na pozici křídelníka za kanadské Toronto. Značnou část kariéry hrál za Neapol, kde začínal a působil v letech 2009 až 2022. S tímto klubem ve dvou případech opanoval italský pohár a v jednom případě i superpohár. Mezi lety 2012 a 2022 odehrál také 54 utkání v dresu italské reprezentace, ve kterých vstřelil 10 branek.
Itálii reprezentoval na Mistrovství Evropy hráčů do 21 let v roce 2013, na němž získal stříbrnou medaili. Zahrál si na Mistrovství světa 2014, Mistrovství Evropy 2016 a Mistrovství Evropy 2020, na kterém se podílel na zlatém triumfu.

## Kariéra

### Klubová

#### Neapol
Lorenzo Insigne hrál v mládežnických týmech klubu SSC Neapol. Z Neapoli hostoval postupně v klubech SS Cavese 1919, US Foggia a Delfino Pescara 1936.
S A-týmem Neapole vyhrál italský pohár Coppa Italia (v sezóně 2013/14) a italský Superpohár Supercoppa italiana (2014).

##### Sezóna 2013/14
Při debutu v Lize mistrů 18. září 2013 se před domácími diváky na Stadio San Paolo gólově prosadil z přímého kopu a pomohl zdolat 2:1 finalistu předešlého ročníku, německý klub Borussia Dortmund. Jako střídající hráč se trefil i ve druhém skupinovém zápase s tímto soupeřem, opět z přímého kopu, to však Neapol podlehla 1:3. V závěrečném šestém zápase skupiny 11. prosince pomohl jednou asistencí na gól Josého Callejóna vyhrát 2:0 doma nad Arsenalem. Kýžený třetí postupový gól Partenopei nevsítili, vybojovali stejně jako Arsenal a Borussia 12 bodů, ale na úkor svého anglického soupeře se dál nedostali a museli se spokojit pouze s Evropskou ligou.
Od začátku sezóny trvající ligový střelecký půst přerušil gólem proti Hellasu Verona 12. ledna 2014 při venkovní výhře 3:0 v rámci 19. kola. Venku na toto navázal v zápase se Sassuolem 16. února, kdy pomohl vyhrát 2:0 a udržet Neapol na třetím místě. Dne 27. února si Neapol zaručila osmifinále Evropské ligy, když v rámci domácí odvety porazila s jednogólovým Insigneho příspěvkem 3:1 Swansea City, ovšem Porto v dalším kole již bylo na její síly. Třetí ligovou trefu zaznamenal proti Sampdorii Janov 11. května, Neapol venku vyhrála 5:2, ovšem jistotu třetího místa a s tím spojené kvalifikace do Ligy mistrů další sezónu už měla před střetnutím.
Mimo to se Neapol pod vedením trenéra Rafaela Beníteze dostala do finále domácího poháru Coppa Italia. Již v lednu tomuto úsilí napomohl Insigne gólem do sítě Atalanty při osmifinálové výhře 3:1. Ve finále se Neapol utkala s Fiorentinou 3. května, přičemž zápas začal kvůli střelbě mezi fanoušky o 45 minut později. Insigneho dva góly do poločasu pomohly k výhře 3:1 a pátému zisku tohoto poháru pro Neapol v klubové historii.

##### Sezóna 2014/15

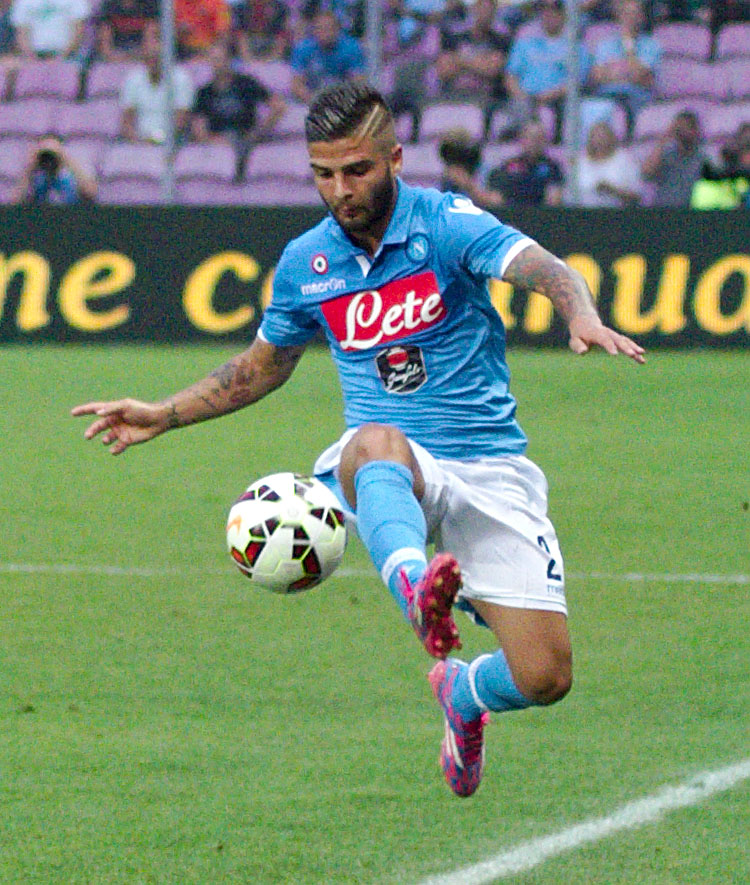
Lorenzo Insigne hájící barvy Neapole v přípravném zápase s Barcelonou (6. srpna 2014)

Po světovém šampionátu v roce 2014 se zprvu míjel s formou a domácí publikum na San Paolo jeho nepovedené výkony doprovázelo pískotem. Insigne tomu učinil přítrž 5. října 2014 v domácím zápase s Turínem FC, ve kterém pomohl vyhrát 2:1 nejprve gólem a poté asistencí. V listopadu se zranil a chyběl Napolitáncům až do dubna následujícího roku. Po svém návratu, během něhož byl u porážky 0:1 s AS Řím se 26. dubna gólově podílel na výhře 4:2 proti Sampdorii. Výhra udržela Neapol ve hře o Ligu mistrů.

##### Sezóna 2015/16
Pod novým trenérem Mauriziem Sarrim pokračovala Neapol v ofenzivním fotbale s Lorenzem Insignem na levému křídle, Josém Callejónem na pravém a Gonzalem Higuaínem na hrotu, jimž sekundoval Dries Mertens. Ve čtvrtém kole doma proti Laziu Řím 20. září 2015 se gólem a nahrávkou účastnil demolice soupeře 5:0. Ve svém stém zápase za Neapol v italské lize 26. září otevřel skóre proti v sezóně neporaženému Juventusu a pomohl k domácí výhře 2:1. V dalším (sedmém) kole italské ligy nasměřoval Neapol 4. října k výhře 4:0 s AC Milán. Po přihrávce Allanovi na první gól se sám střelecky dvakrát prosadil a Neapol díky němu ukořistila svoji první ligovou výhru na soupeřově půdě. Přesně o dva týdny později se jednou trefil do branky Fiorentiny při výhře 2:1 a stejně jako autor druhého gólu Neapole, kterým byl Higuaín, si připsal šestou trefu v ligové sezóně 2015/16. Dvojice si v médiích vysloužila srovnání s předchozími tandemy ve dresu Neapole, například duem Edinson Cavani–Ezequiel Lavezzi nebo Diego Maradona–Careca.

##### Sezóna 2016/17
Předsezónní přípravu doprovázela nejistota okolo nové Insigneho smlouvy a též snaha klubu nahradit prodaného Gonzala Higuaína, jehož měl v útoku zastoupit Arkadiusz Milik. Střelecký půst přerušil až 19. listopadu, kdy dvěma góly obstaral výhru 2:1 s Udinese venku. Následně na to navázal ligovými trefami proti Sassuolu (remíza 1:1) a Interu Milán (výhra 3:0). Vypadnutí Milika ze sestavy kvůli zranění přimělo trenéra Sarriho vpasovat doprostřed útoku k Lorenzu Insignemu a Josému Callejónovi nevysokého Driese Mertense a nový útočný trojzubec „nevysokých mužů“ stál za zlepšenými výkony. Zatímco 21. ledna otevřel skóre proti AC Milán při venkovní výhře 2:1, 4. února se též jedním gólem zúčastnil demolice Boloni výsledkem 7:1 na její půdě.
Osmifinále Ligy mistrů bylo pro Neapol po dvou porážkách poměrem 1:3 konečnou stanicí, soupeř v podobě obhajujícího Realu Madrid nakonec celou soutěž opět opanoval. Insigne v prvním zápase otevřel skóre. Především na jaře se Insigne zařadil mezi nejlepší hráče sezóny v italské lize, jeho konečná bilance čítala 17 gólů a 8 asistencí.

##### Sezóna 2017/18
Ligový ročník 2017/18 odstartovala Neapol osmi výhrami v osmi zápasech, v tom osmém se Insigne blýskl jediným gólem zápasu. Svým stým gólem v profesionální kariéře pomohl vyhrát 1:0 nad AS Řím na jeho hřišti.

##### Sezóna 2018/19
Prosadil se už v úvodním zápase nové ligové sezóny 2018/19. Neapol tímto 18. srpna vyhrála 2:1 na hřišti Lazia pod vedením svého nového trenéra Carla Ancelottiho. Na další gól si počkal do čtvrtého kola a jeho vítězný gól na 1:0 rozhodl duel s Fiorentinou hraný 15. září. V italské lize se trefil popadesáté. Úvodní duel Ligy mistrů 18. září na hřišti CZ Bělehrad skončil bezgólovou remízou, k jejímuž „rozseknutí“ měl Insigne blízko, ale trefil brankovou konstrukci. Během příštího pátého ligového kola odehraném 23. září dal dva góly Turínu FC, čímž pomohl vyhrát 3:1. Tři dny nato dal gól Parmě a další gól připravil Arkadiuszi Milikovi. Neapol nad Parmou zvítězila 3:0. Jediným gólem rozjásal 3. října diváky stadionu San Paolo, když po centru José Callejóna vstřelil gól Liverpoolu ve druhém skupinovém zápase Ligy mistrů. Následně byl zaslouženě vyhlášen mužem zápasu. O čtyři dny později začínal ligový zápas se Sassuolem na lavičce a jako žolík vyslaný do druhé půle se gólově podílel na domácí výhře 2:0. Šestým gólem v sezóně náležel na začátku října mezi ofenzivní hráče s největší formou v italské lize a srovnávat se s ním mohli pouze jiný Ital Ciro Immobile z Lazia Řím se šesti góly a Polák Krzysztof Piątek z Janova s devíti. Naplňování do něj vkládaných očekávání pomohla mimo jiné změna pozice, kdy jej Ancelotti posunul více do role středového útočníka. Zde se tvořila paralela k podobným italským drobným útočníkům ve středu útočné vozby, jakým byl v minulosti například Antonio Di Natale.
V únoru 2019 odešel do Číny Marek Hamšík a Insigne po něm převzal kapitánskou pásku. V zápase s Cagliari 5. května proměnil v 98. minutě penaltu a zařídil domácí výhru 2:1 svým desátým gólem ligové sezóny. Neapol si zaručila druhé místo v tabulce stejně jako v předešlém roce, ale panování Juventusu nenarušila.

##### Sezóna 2019/20
V úvodním utkání ročníku 2019/20 italské ligy dne 24. srpna se poprvé v kariéře přímo angažoval u čtyřech gólů. Proti Fiorentině na jejím hřišti proměnil penaltu a později přesně zacílil hlavou po centru José Callejóna a k tomu přidal dvě gólové nahrávky. Neapol tak zvítězila 4:3.
Zahrál si finále národního poháru Coppa Italia a 17. května 2020 byl u triumfu 4:2 v penaltovém rozstřelu, na čemž se podílel první proměněnou penaltou.

##### Sezóna 2020/21
Zkraje nové sezóny 2020/21 vyhrála Neapol 2:0 na hřišti Parmy po gólech Mertense a pak Insigneho, pro něhož to byl 350. soutěžní zápas v neapolském dresu. Na hřišti Beneventa vstřelil 25. října srovnávací gól, čímž přispěl k výhře 2:1. Srovnávacím gólem reagoval na trefu svého mladšího bratra Roberta Insigneho, který hájil barvy soupeře. V sezóně 2020/21 dal mimo jiné svůj 100. gól za Neapol, když se 13. února 2021 prosadil z penalty proti Juventusu. Rozhodl tak o výhře 1:0 navzdory tomu, že předchozích tři penalty proti turínskému celku neproměnil včetně té v superpoháru Supercoppa o měsíc dříve. Později byl vyhlášen nejužitečnějším hráčem Serie A za měsíc březen.

##### Sezóna 2021/22
Neapolitánci, nově vedení Lucianem Spallettim, odstartovali sezónu 2021/22 výhrou 2:0 nad nováčkem z Benátek 22. srpna 2021. Ačkoliv Insigne jednu ze svých dvou penalt neproměnil, při té druhé skóroval a pomohl k zisku prvních tří bodů. Ve třetím kole proti Juventusu 11. září doma pomohl vyhrát 2:1 a byl pomocníkem u akce vedoucí ke gólu Mattea Politana. Skóroval proti Legii ve třetím zápase skupiny Evropské ligy 21. října, díky čemuž Neapol vybojovala první výhru a mohla pomýšlet na postup. Po osmi ligových výhrách od ligového začátku Neapol remizovala 24. října s AS Řím 0:0, ovšem ustrážila první místo v tabulce. O čtyři dny později se Insigne po dvou proměněných penaltách podepsal pod výhrou 3:0 nad Boloňou.

### Reprezentační
Hrál za italské reprezentační výběry U20 a U21. V kvalifikaci na evropské mistrovství do 21 let zaznamenal po třech gólech a pěti asistencích a výrazně přispěl k tomu, aby se mladí Italové turnaje zúčastnili.
V červnu 2013 se zúčastnil závěrečného turnaje v Izraeli, kde mladí Italové v prvním klání porazili Anglii 1:0 zásluhou Insigneho gólu z přímého kopu, díky kterému mladí Angličané ochutnali porážku po devíti po sobě jdoucích výhrách. Ve finálovém střetnutí se Španělskem 18. června 2013 na stadionu Teddyho Kolleka byl po výsledku 2:4 na straně poražených. Mladí Italové získali stříbrné medaile.
V A-mužstvu Itálie debutoval 11. září 2012 v kvalifikačním utkání v Modeně proti týmu Malty (výhra 2:0). Gólová premiéra nastala v přátelském utkání s Argentinou 14. srpna 2013, kdy jeho gól neodvrátil porážku 1:2.
Trenér Cesare Prandelli jej vzal na Mistrovství světa 2014 v Brazílii, kde Itálie vypadla již v základní skupině D.
Dne 31. května 2016 byl Insigne jmenován do 23členného týmu Antonia Conteho pro Mistrovství Evropy 2016. Tady Itálie vypadla ve čtvrtfinále.

#### EURO 2020
Na začátku června roku 2021 byl trenérem Robertem Mancinim povolán na Mistrovství Evropy a byl jedním ze sedmi fotbalistů se zkušenostmi z předchozího evropského turnaje. Závěrečným třetím gólem úvodního zápasu evropského turnaje 11. června 2021 mezi Itálií a Tureckem pečetil italskou výhru 3:0. Ve čtvrtfinále s Belgií 2. července se gólově prosadil po sólové akci a před přestávkou navyšoval vedení Itálie na 2:0, která po výhře 2:1 postoupila do semifinále se Španělskem. Pořadatelská organizace UEFA jej posléze zvolila mužem tohoto zápasu. Insigneho „belgický“ gól byl nominován na „Gól sezóny podle UEFA“ a v hlasování fanoušků obsadil druhé místo za gólem Mehdiho Taremiho ve čtvrtfinále Ligy mistrů proti Chelsea ve dresu Porta. V základní sestavě vkročil 11. července do finálového střetu s Anglií, ve kterém se po výsledku 1:1 prodlužovalo. Samotný Insigne byl v 90. minutě vystřídán Andreou Belottim. Později Italové opanovali penaltový rozstřel po výsledku 3:2 a Euro vyhráli. Italskému triumfu výrazně pomáhal svými sólovými výpady do pokutového území soupeře – se 16 těmito sólovými akcemi vévodil konečné tabulce před ostatními fotbalisty turnaje.

#### Po evropském zlatu
Zúčastnil se finálového turnaje druhého ročníku Ligy národů UEFA. V souboji o třetí místo porazila Itálie 10. října 2021 Belgii 2:1, přičemž Insigne nastoupil až v první minutě nastavení.
Před výkopem semifinálového playoff o mistrovství světa v Kataru proti Severní Makedonii získal důvěru trenéra Manciniho, který jej nasadil do základní sestavy navzdory úpadku formy. Křídelník 24. března 2022 odehrál 64 minut domácího duelu, ve kterém Itálie zaznamenala po porážce 0:1 nečekané vyřazení a přišla o druhý světový šampionát v řadě.

## Statistika

### Klubová
| Sezóna            | Klub              | Liga                 | Liga   | Liga | Ligové poháry | Ligové poháry | Ligové poháry | Kontinentální poháry | Kontinentální poháry | Kontinentální poháry | Celkem | Celkem |
| Sezóna            | Klub              | Soutěž               | Zápasy | Góly | Soutěž        | Zápasy        | Góly          | Soutěž               | Zápasy               | Góly                 | Zápasy | Góly   |
| ----------------- | ----------------- | -------------------- | ------ | ---- | ------------- | ------------- | ------------- | -------------------- | -------------------- | -------------------- | ------ | ------ |
| 2009/10           | Neapol            | Serie A              | 1      | 0    | IP            | 0             | 0             | -                    | 0                    | 0                    | 1      | 0      |
| 2010              | Cavese            | Lega Pro 1 Divisione | 10     | 0    | -             | 0             | 0             | -                    | 0                    | 0                    | 10     | 0      |
| 2010/11           | Foggia            | Lega Pro 1 Divisione | 33     | 19   | -             | 0             | 0             | -                    | 0                    | 0                    | 33     | 19     |
| 2011/12           | Pescara           | Serie B              | 37     | 18   | IP            | 1             | 2             | -                    | 0                    | 0                    | 38     | 20     |
| 2012/13           | Neapol            | Serie A              | 37     | 5    | IP+IS         | 1+0           | 0             | EL                   | 5                    | 0                    | 43     | 5      |
| 2013/14           | Neapol            | Serie A              | 36     | 3    | IP            | 5             | 3             | LM+EL                | 6+4                  | 2+1                  | 51     | 9      |
| 2014/15           | Neapol            | Serie A              | 20     | 2    | IP+IS         | 1+1           | 0             | LM+EL                | 2+5                  | 0                    | 28     | 2      |
| 2015/16           | Neapol            | Serie A              | 37     | 12   | IP            | 0             | 0             | EL                   | 5                    | 1                    | 42     | 13     |
| 2016/17           | Neapol            | Serie A              | 37     | 18   | IP            | 4             | 1             | LM                   | 8                    | 1                    | 49     | 20     |
| 2017/18           | Neapol            | Serie A              | 37     | 8    | IP            | 2             | 1             | LM+EL                | 7+2                  | 4+1                  | 48     | 14     |
| 2018/19           | Neapol            | Serie A              | 28     | 10   | IP            | 2             | 0             | LM+EL                | 6+5                  | 3+1                  | 41     | 14     |
| 2019/20           | Neapol            | Serie A              | 37     | 8    | IP            | 4             | 3             | LM                   | 5                    | 2                    | 46     | 13     |
| 2020/21           | Neapol            | Serie A              | 35     | 19   | IP+IS         | 4+1           | 0             | EL                   | 8                    | 0                    | 48     | 19     |
| 2021/22           | Neapol            | Serie A              | 32     | 11   | IP            | 0             | 0             | EL                   | 5                    | 2                    | 37     | 13     |
| Celkem za Neapol  | Celkem za Neapol  | Celkem za Neapol     | 337    | 96   | -             | 24            | 8             | -                    | 73                   | 18                   | 434    | 122    |
| 2022              | Toronto           | MLS                  | 11     | 6    | KM            | 1             | 0             | -                    | 0                    | 0                    | 12     | 6      |
| 2023              | Toronto           | MLS                  | 20     | 4    | KM            | 1             | 1             | -                    | 0                    | 0                    | 21     | 5      |
| 2024              | Toronto           | MLS                  | ?      | ?    | KM            | ?             | ?             | -                    | 0                    | 0                    | ?      | ?      |
| Celkem za Toronto | Celkem za Toronto | Celkem za Toronto    | 31     | 10   | -             | 2             | 1             | -                    | 0                    | 0                    | 33     | 11     |
| Celkově           | Celkově           | Celkově              | 449    | 143  | -             | 27            | 11            | -                    | 73                   | 18                   | 549    | 172    |

### Reprezentační

#### Statistika na velkých turnajích
| Reprezentace | Rok     | Zápasy             | Zápasy | Zápasy    | Zápasy           | Zápasy           | Zápasy            |
| Reprezentace | Rok     | Fáze turnaje       | Datum  | Soupeř    | Odehraných minut | Vstřelené branky | Výsledek          |
| ------------ | ------- | ------------------ | ------ | --------- | ---------------- | ---------------- | ----------------- |
| Itálie       | MS 2014 | 2 zápas ve skupině | 20. 6. | Kostarika | 33               | 0                | 0:1               |
| Itálie       | ME 2016 | 3 zápas ve skupině | 22. 6. | Irsko     | 16               | 0                | 0:1               |
| Itálie       | ME 2016 | Osmifinále         | 27. 6. | Španělsko | 8                | 0                | 2:0               |
| Itálie       | ME 2016 | Čtvrtfinále        | 2. 7.  | Německo   | 12               | 0                | 1:1 (6:5 na pen.) |
| Itálie       | ME 2020 | 1 zápas ve skupině | 11. 6. | Turecko   | 81               | 1                | 3:0               |
| Itálie       | ME 2020 | 2 zápas ve skupině | 16. 6. | Švýcarsko | 70               | 0                | 3:0               |
| Itálie       | ME 2020 | Osmifinále         | 26. 6. | Rakousko  | 108              | 0                | 1:0               |
| Itálie       | ME 2020 | Čtvrtfinále        | 2. 7.  | Belgie    | 79               | 1                | 2:0               |
| Itálie       | ME 2020 | Semifinále         | 6. 7.  | Španělsko | 85               | 0                | 1:1 (4:2 na pen.) |
| Itálie       | ME 2020 | Finále             | 11. 7. | Anglie    | 90               | 1                | 1:1 (3:2 na pen.) |

## Úspěchy

### Klubové
- vítěz 2. italské ligy (1x)

Pescara: 2011/12
- vítěz italského poháru (2x)

Neapol: 2013/14, 2019/20
- vítěz italského superpoháru (1x)

Neapol: 2014

### Reprezentační
- 1× na MS (2014)
- 2× na ME (2016, 2020 - zlato)
- 1× na ME U21 (2013 - stříbro)
- 1x ve finále Ligy národů UEFA (2020/21 - bronz)

### Individuální
- nejlepší střelec italského poháru (2013/14 (3 góly)[2])

### Vyznamenání
Řád zásluh o Italskou republiku (16. 7. 2021) z podnětu Prezidenta Itálie 